# 橘花 (航空機)
中島 橘花
1945年8月
- 用途：攻撃機
- 分類：特殊攻撃機
- 設計者：海軍航空技術廠
- 製造者：中島飛行機
- 運用者： 大日本帝国（日本海軍）
- 初飛行：1945年（昭和20年）8月7日
- 生産数：完成2機・半完成18機 - 25機以上
- 退役：1945年8月15日

橘花（きっか）は、第二次世界大戦末期に大日本帝国海軍が開発した双発ジェット戦闘攻撃機。日本初の純国産ジェット機である。エンジン開発は主に空技廠が担当し、機体を中島飛行機が開発製造。
試作型はネ12B装備のものを「試製橘花」、ネ20装備のものを「試製橘花改」と呼ぶ。

## 概要

### 開発

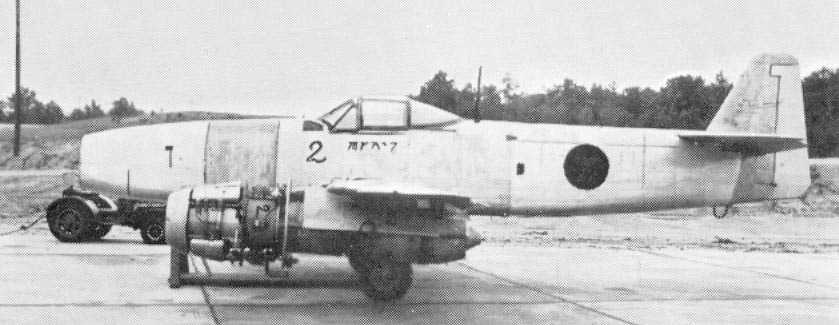
試製 橘花

橘花の開発は、空技廠の中口博海軍技術大尉（後の千葉工業大学教授）の指導のもと、松村健一技師を主任とし、これに大野和男技師らが協力して設計試作が始まった。試作機のテストパイロットは高岡迪海軍少佐が務めた。
1944年（昭和19年）8月、日本は高高度を飛行するための過給機付き高性能レシプロエンジンの開発にも行き詰まり、原油生産地のマレー半島と日本本土間の制海権の喪失から燃料事情も悪化していた。海軍は低質燃料、低質潤滑油でも稼動し、レシプロエンジンに比較し構成部品が少なく簡易で高性能なジェットエンジン（噴進機関、タービンロケット）を装備した陸上攻撃機を「皇国二号兵器」と仮称して企図し、同25日、中島飛行機に開発指示を出した。
それまで日本ではドイツやイギリス、イタリアと並びジェットエンジンの独自開発が進んでいたものの、これらの国とは違いまだ実用化されていなかったが、ネ10・ネ10改（推力230kg）、ネ12（推力300kg）・ネ12Bなど、開発経験の蓄積があった。
初期原案は3案あり、第1案は胴体の上下にエンジンを配置する胴体上下コンパウンド型（双ブーム支持）、第2案はエンジンを胴体側面に埋め込む胴体埋め込み型、第3案はドイツが開発した世界初の実用ジェット戦闘機メッサーシュミット Me262と同様に、主翼下にエンジンを懸架する翼下懸架型であった。第2案が最も進歩した方式であったが、製作工程での簡易化が検討された結果、第3案が採用された。ネ20の小さい出力という技術面の問題もあったと言われている。
その後、同盟国のドイツに駐在する日本陸海軍の将校と技術者が、たまたま翼下懸架型であったメッサーシュミット Me262に関する技術資料を入手することを決定し、哨戒艇用に日本が開発した小型ボート用のディーゼルエンジンが欲しかったドイツ側と、戦闘機用にMe262のエンジンが欲しかった日本の合意のもと、ドイツの占領下のフランスのトゥーロン軍港から日本とドイツの潜水艦で設計図を運んだ（遣独潜水艦作戦）。

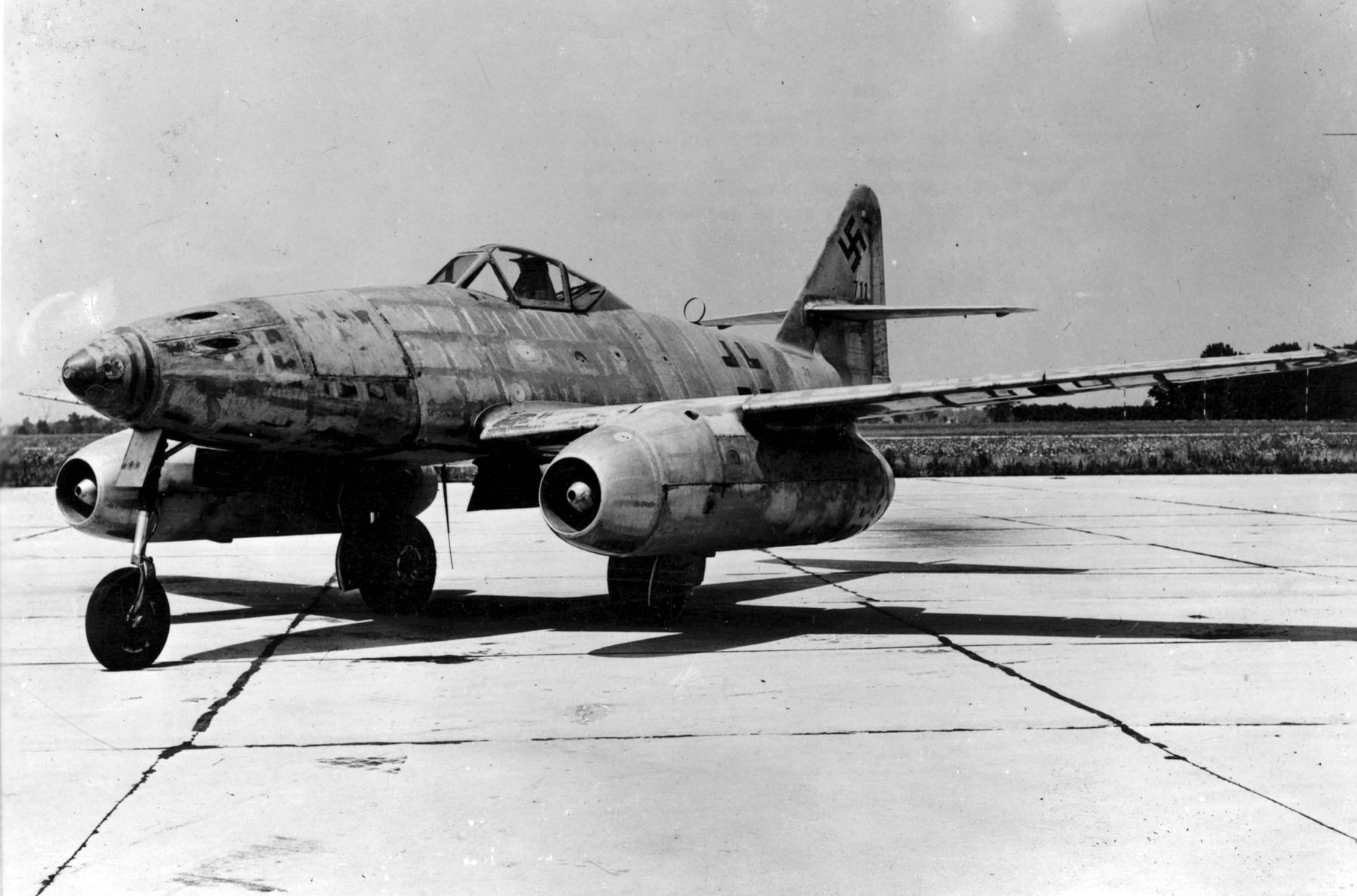
メッサーシュミット Me 262A

輸送に用いられた潜水艦はお互い1隻のみであり、ドイツの潜水艦は1944年末頃に日本占領下のインドネシアのバリクパパンに到達、上陸の後に日本海軍士官と情報交換した。その後、日本海軍潜水艦はバシー海峡でアメリカ海軍潜水艦の攻撃を受け沈没。また、ドイツ潜水艦が無事にドイツに帰還したかに関しては不明である。
ドイツから得たMe262に関する情報は、潜水艦が撃沈されたためにシンガポールで零式輸送機に乗り換えて帰国した巌谷中佐が持ち出した、ごく一部の資料を除いて失われてしまい、肝心の機体やエンジン心臓部の設計図が存在せず、結果的に大部分が日本独自の開発になった。
開発にあたり当初、橘花は固定武装の機銃を装備せず、胴体下に500kgまたは800kg爆弾を1発搭載し、陸上から発進して敵艦に対し水平爆撃・緩降下爆撃を行うものとして計画された。一説には「三式二十五番八号爆弾または仮称四式五十番八号爆弾」という反跳爆弾を用いた反跳爆撃も計画されていたという（試製橘花計画要求書案記載）。第二次試作機からは軍部からの要請でMe262のMK108 30mm機関砲に匹敵する五式30mm固定機銃一型を装備したが、その数は2挺とMe262の4挺と比べて半分である。さらに装弾数もMe262の360発と比べて本機は100発と少なくなっている。
速度は海面上335ノット（約620km/h）と高度6000ｍで365ノット（約676km/h）、航続距離は海面200海里（約370km）と高度6000ｍで300海里（約555km）を予定した。

### 製作
外観はMe 262に似るが、サイズが一回り小さく（当初搭載予定のネ12Bジェットエンジンの推力が小さいため、機体を小型軽量にする必要があった）、Me 262の後退翼と異なり、テーパー翼を採用するなど、上記のような事情により実際にはほとんど独自設計である（ちなみにMe 262の後退翼は重心バランスを取るための苦肉の策であり、遷音速から音速域の速度を見越しての翼平面形の採用ではない）。
また、本機は掩体壕（えんたいごう）に隠せるよう、外翼部を人力で上方に折り畳む事ができた。降着装置は前輪式であり、開発期間短縮と部品調達の合理化の為、前輪には爆撃機「銀河」の尾輪を、主輪には零戦の主輪を流用している。（試作機では改良する時間が無かったためブレーキは零戦用のままだった。これが試験時のオーバーランの原因となる）エンジンは低推力を補うために全備状態での離陸には、固体火薬式の離陸用補助ロケット2本を主翼下付け根に装備する必要があった。

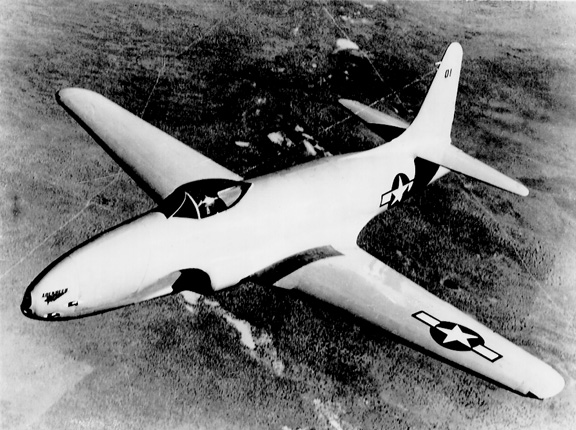
同時期に登場したP-80ジェット戦闘機の試作機XP-80A。機体形状は低翼ということ以外第二案に極めて近い

また大戦末期のジュラルミンなどの資材不足に対応した設計の為、なるべく軽合金の使用を節約し、ブリキやマンガン鋼などの鋼板・鋼材といった代替素材を多用しているのも特徴である。この資源節約は陸軍の火龍の設計にも応用されることになる。また大量生産に適するよう、簡素化と生産工数削減を考慮し設計され、零戦の2分の1の生産工数で製作する事が出来た。
機体の製作は群馬県にある中島飛行機の小泉製作所3階にある設計部で、松山健一主任の製作指揮の元に行われたが、ボーイングB-29による大規模な空襲で工場は壊滅状態となった。橘花も、格納庫が被害を受けるが何とか無事であった。その後機体は空襲を避けるため工場から疎開し、現在の東武伊勢崎線木崎駅付近にあった農家の養蚕小屋に分散して組み立てが行われた。試作機は1945年（昭和20年）6月に完成し、エンジンの耐久試験もパスしたあと、飛行試験を行うため木更津基地に運ばれ、エンジンと機体が組み合わされた。
このころアメリカでは、同国初のジェット戦闘機であるロッキードP-80Aの軍への引き渡しが始まっており、ようやく月産30機に達しようとしていたが、まだ実戦配備は全く進んでいない状況であった。なおアメリカと同じ連合国のイギリスは、1944年（昭和19年）7月にグロスター ミーティアを実戦配備していた。

### 初飛行

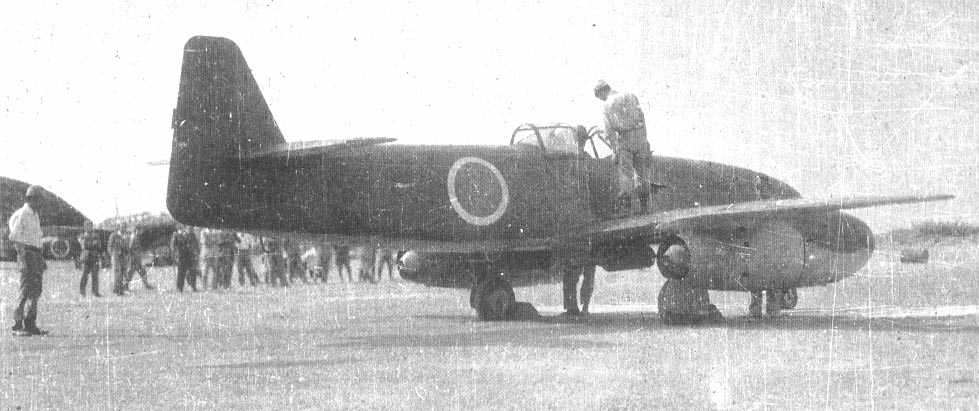
飛行試験中の橘花

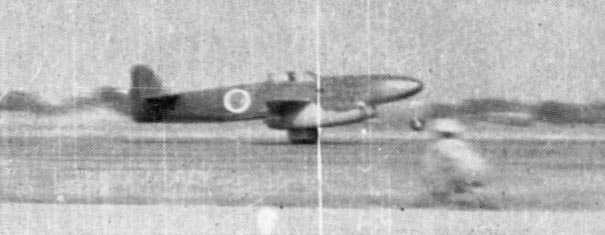
離陸する橘花

8月7日に試験飛行を実施。時速488km/hを記録。松根油を含有する低質油を16分間分だけ積んだ軽荷重状態で飛行を行い、12分間の飛行に成功したもので、これが日本で初めてジェット機が空を飛んだ瞬間であった。この時橘花には離陸用補助ロケット、アンテナ、前脚のカバーが装備されず、脚を出したままの飛行であった。
10日に陸海軍幹部が視察に来る中、燃料を満載しての第二回の飛行が予定されたが空襲で中止され、翌11日は悪天候で順延となり、実飛行は12日に行われた。しかし離陸中に滑走路をオーバーランして擱坐。機体を修理中に終戦を迎えた。離陸失敗の原因は、離陸補助ロケットの燃焼終了による加速度の減少を、パイロットの高岡迪がエンジン不調と勘違いしたもので、離陸を中止しようと試みたが停止し切れず、滑走路端の砂浜に飛び出して脚を破損したものである。本機はそのまま3日後に終戦を迎えた。

### 量産

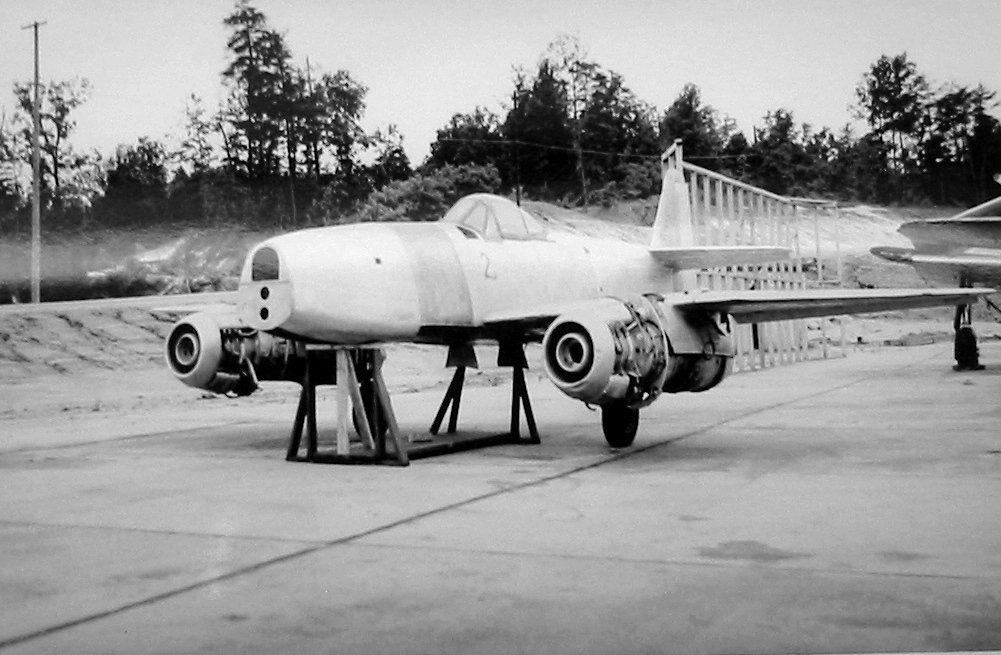
アメリカ軍に接収された橘花

終戦前には数十機程度が量産状態に入っていた。その内の数機は完成間近であったが、終戦時に完成していた機体は試作の2機のみであった。完成していた2機は終戦直後に終戦に悲観した工場作業員によって操縦席付近が破壊されたものの、研究用に接収しようとしたアメリカ軍により修理が命ぜられた。
本機は爆撃による対艦攻撃を目的とした特殊攻撃機である。桜花のように初めから特攻専用として設計された特別攻撃機ではなかったが、特別攻撃機を表す「花」の名称が付いている事や、当時の戦況を考えれば、特攻機として使う以外に用兵はなかったという意見もある（これと似た思想の航空機に剣がある）。
また軍部では、高価かつ高い生産技術を要すレシプロエンジンを特攻機に使用して使い捨てるより、極力温存を図って防空用迎撃機にこそ使用したいと考えており、技術面を克服して量産にさえ至れば、レシプロエンジンよりも安価かつ量産が容易なジェットエンジンこそ特攻機に搭載するエンジンに最適であると考えていた。
しかし当時、海軍航空技術廠で本機の開発に参加していた角信朗海軍大尉による日本海軍の航空技術開発の裏話として、「特攻機『橘花』と名前が示すように当然、戦闘機として使用できるジェットエンジンを装備しながら、特攻機としてしか生産も出来なかったし、パイロット養成も出来ないという異常な状況に遭遇していた」という内容からは、本機がジェット戦闘機としての本分を要求されながらも、名目上は特攻機としてでしか開発許可が下りなかった現状がある。それが特別攻撃機を表す「花」の名称が付いている理由となっている。
ただし、橘花のエンジン艤装を担当した渡辺進は「橘花は体当たり攻撃機ではなく、最初から帰還を前提とした特殊攻撃機であった。」と語っており、橘花は特別攻撃機ではなかったことを示唆している。

## 第七二四海軍航空隊

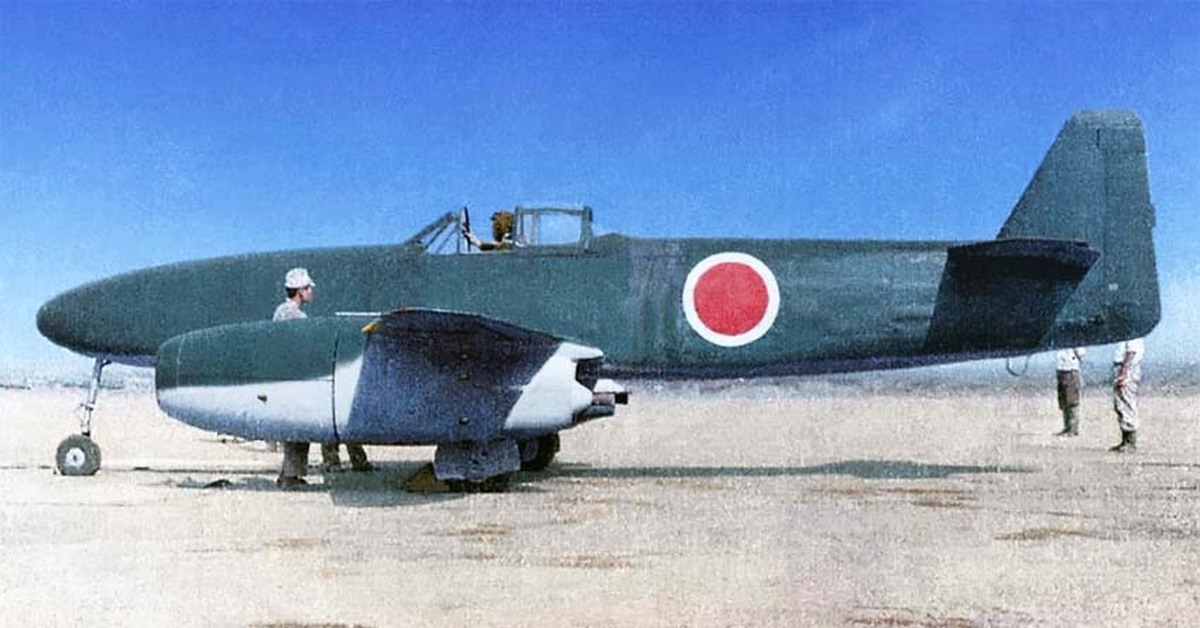
カラー処理された画像

日本海軍は橘花を量産配備する予定だった。橘花による航空作戦の実施に向けて編成されたのが第七二四海軍航空隊である。1945年（昭和20年）7月1日、伊東祐満大佐が司令（副長兼務）に任じられる。飛行長は多田篤次少佐。原隊は神ノ池飛行場と定められ、横須賀飛行場で開隊した。定数は橘花16機・九九式艦上爆撃機24機・練習機12機である。
7月15日に練成を行う三沢飛行場に移り、艦爆による飛行訓練が始まったのは8月1日からである。隊員に選抜されたのは、6月末日をもって解隊したばかりの三沢海軍航空隊で飛行訓練を受けていなかった予科練甲飛14期生100名と16期生200名であった。飛行訓練が凍結されたのちに入隊した生徒ばかりのため、艦爆すら満足に飛ばせない状況下にあった。
したがって、11月に三浦半島へ展開させることを目標に、わずか3ヶ月の訓練が実施されることになった。さらに橘花は極端に航続距離が短いことから、敵基地へ強行着陸後、白兵戦を展開することも考えられており、陸戦の訓練も要求された。しかし、訓練開始からわずか半月で終戦を迎えたため、無謀な訓練は終了することになった。

## エンジン

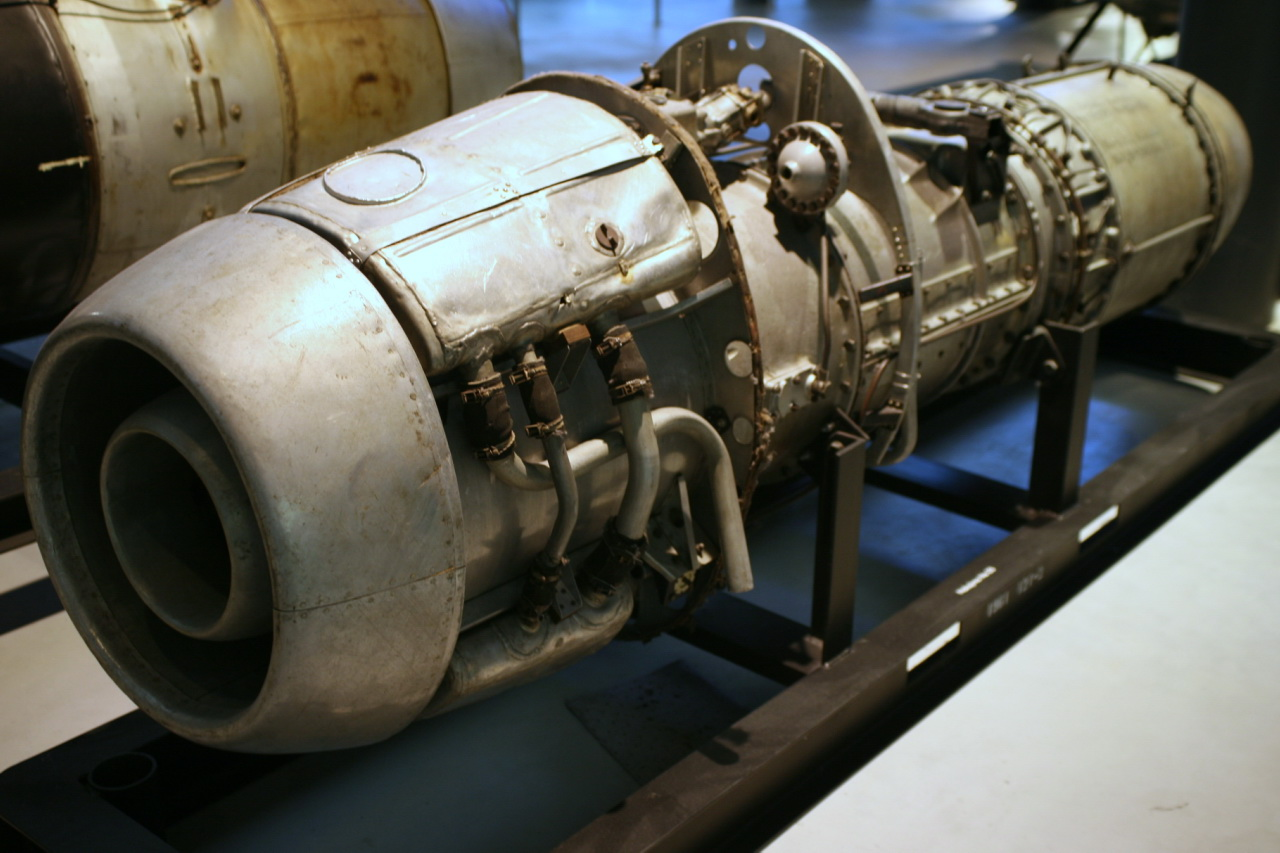
試作二号機から外されたエンジン

橘花には当初ネ12B（推力320kg）が搭載される予定であった。しかし1945年（昭和20年）4月、より高推力のネ20に変更された経緯がある。ネ12Bを搭載した場合、初風エンジンを搭載する予定であった。
ネ20は日本初の実用したターボジェットエンジンである。諸元は、全長1800mm、直径620mm、全重量474kg、推力475kg、軸流式コンプレッサー8段、タービン1段、回転数11000rpmである。これは空技廠、荏原製作所（川崎市中原区）その他メーカーの協力にて設計・製造された。エンジン寿命は連続運転で約40時間と非常に短かった。これは推力軸受座金の焼付きがあったためで、小柴定雄博士（当時日立製作所安来工場、現日立金属冶金研究所）が開発した、当時最高性能の工具鋼Cr-W鋼（イ513）によってなんとか実用化の目処を得た。
ドイツへ派遣された伊号第二九潜水艦にはジェットエンジンの実物を含む多くの技術資料が搭載されていたが、この潜水艦は途中で入港した昭南からの出港後に撃沈された。したがって橘花製作に役立つ資料は、昭南で降ろされ先に飛行機で運ばれたBMW 003Aの縮尺断面図（フィルムから引き伸ばしされたキャビネ判の写真一枚のみであったとされる）と、ユンカース Jumo 004Bの実物見学記録のみであり、これらがかろうじて日本に届いた、という有様であった。
当時ジェットエンジンのタービンブレードを製作するのに必要なニッケル、モリブデンなどの耐熱合金用材料も枯渇していた最中に、これらのわずかな資料を参考に、たったの1年でエンジンを造り、低出力ながらも実用運転状態までこぎつけたことは、ネ10・ネ10改（推力230kg）、ネ12（推力300kg）・ネ12Bなど、それまでの独自開発経験の蓄積があったとはいえ、まさに国力を超えた技術者達の執念というほかに無かった。種子島時休中佐率いる設計チームはそれまで設計を進めていた軸流式+遠心式のネ12Bを放棄し、新たに軸流式のネ20を開発した形になるが、開発の方向性が間違っていなかったことを確認して自信を深めたという。
頭記号の「ネ」とは「燃焼ロケット」の略である。また当時はジェットエンジンのことを「タービンロケット」と呼んでいた。ネ20は戦後アメリカ軍に接収され、一部がノースロップ工科大学の教材となっていたが、展示のために日本に貸与された際に、当時の設計者が「ネ20は俺の息子みたいなものだ。息子を返す親がどこにいる」とアメリカへの返還を拒否した。とんでもない横紙破りであったが、ノースロップ工科大学はこれに対し｢永久無償貸与｣で応え、生まれの地であるIHI（石川島播磨重工業）に現在も展示されている。これとは別にスミソニアン航空宇宙博物館別館にも2基が展示されている。
推力を20%増した、改良型のネ20改が設計されていたが、試作までには至らなかった。ネ20改は近年発見された500枚にも及ぶ完全なる設計図によると軸流式コンプレッサーが8段から6段に変更されており、エンジンの全長も短くなって軽量化されている。推算値では、速度が15%増し、燃費が24%増したという。

## 海軍略符号について
橘花の海軍略符号は、現存する資料等では確認されていないが、インターネット上やプラモデルなどで、J9Y（Yは空技廠を意味する記号）、J9NまたはJ10N（Nは中島飛行機を指す記号）などと表記されることがある（秋水がJ8Mなので、その次ということにしたと思われる）。しかし、Jは陸上戦闘機（局地戦闘機）を意味する機種記号であるが、橘花の分類は特殊攻撃機（海軍略符号はM）なので間違いである。厳密にはM7NかM8N（晴嵐の次ならM7、晴嵐との間に藤花を挟むならM8）とする方が妥当である。
ただし、橘花にも海軍略符号が付けられていたが、終戦時に軍機密として書類が焼却され不明となったとする説や、米軍の調査に関係者が口頭でJ9Nと答えたとする説もあるため、一概には橘花の海軍略符号の存在を否定できない状態にある。

## 諸元
| 試作名称     | 試製橘花改                                   | 試製橘花改                                   | 試製橘花改                                   | 試製橘花改                                   |
| 全幅         | 10.00m                                       | 10.00m                                       | 10.00m                                       | 10.00m                                       |
| 全長         | 9.25m                                        | 9.25m                                        | 9.25m                                        | 9.25m                                        |
| 翼面積       | 13.20m²                                      | 13.20m²                                      | 13.20m²                                      | 13.20m²                                      |
| 自重         | 2,300kg                                      | 2,400kg                                      | 2,200kg                                      | 2,300kg                                      |
| 正規全備重量 | 3,500kg                                      | 3,600kg                                      | 3,400kg                                      | 3,500kg                                      |
| 発動機       | ネ20 軸流式ターボジェット (静止推力475kg)    | ネ20 軸流式ターボジェット (静止推力475kg)    | ネ20改 軸流式ターボジェット (静止推力570kg)  | ネ20改 軸流式ターボジェット (静止推力570kg)  |
| 最高速度     | 676km/h (高度6,000m)                         | 676km/h (高度6,000m)                         | 785km/h (高度6,000m)                         | 785km/h (高度6,000m)                         |
| 上昇力       | 10,000mまで26分                              | 10,000mまで26分                              | 10,000mまで20分                              | 10,000mまで20分                              |
| 航続距離     | 680km (正規)                                 | 680km (正規)                                 | 843km (正規)                                 | 843km (正規)                                 |
| 武装         | 固定武装無し                                 | 機首五式30mm機銃2挺 (携行弾数各50発)         | 固定武装無し                                 | 機首五式30mm機銃2挺 (携行弾数各50発)         |
| 爆装         | 500kg又は800kg爆弾1発 (胴体下に半埋め込み式) | 500kg又は800kg爆弾1発 (胴体下に半埋め込み式) | 500kg又は800kg爆弾1発 (胴体下に半埋め込み式) | 500kg又は800kg爆弾1発 (胴体下に半埋め込み式) |
| 生産数       | 2機                                          | 半完成18機 - 25機以上のうち一部分            | 計画機                                       | 計画機                                       |

## 他のジェット航空機計画
橘花以外のジェット航空機計画には、試作偵察機「景雲」にネ330を搭載してジェット化した攻撃機「景雲改」、ネ30（空技廠製）を搭載した陸上爆撃機「天河」、また陸軍が計画したネ130もしくはネ230搭載の特殊戦闘機「火龍」があるが、これらも設計段階で終戦を迎えた。また、局地戦闘機「震電」にもネ130搭載によるジェット化の構想があったとされる。
他に特攻機として、ネ20を搭載する「桜花」三三型、四三甲型、四三乙型の計画があった。
ターボジェットではないジェット推進機としては、ツ11モータージェットを搭載した「桜花」二二型と「秋花」、カ10パルスジェットを搭載する「梅花」、萱場一型ラムジェットを搭載する萱場製作所の私案「かつをどり」の計画があった。うち桜花二二型と梅花は特攻機である。

## 現存機・パーツ

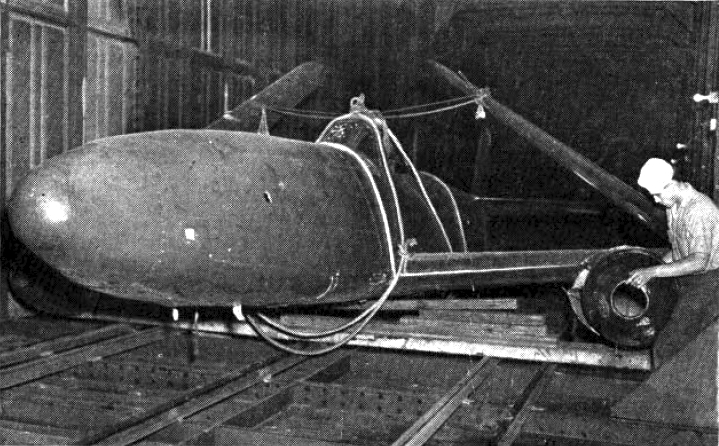
ノーフォーク海軍基地で保管されていた1949年当時の画像。主翼は折り畳みが可能であった。

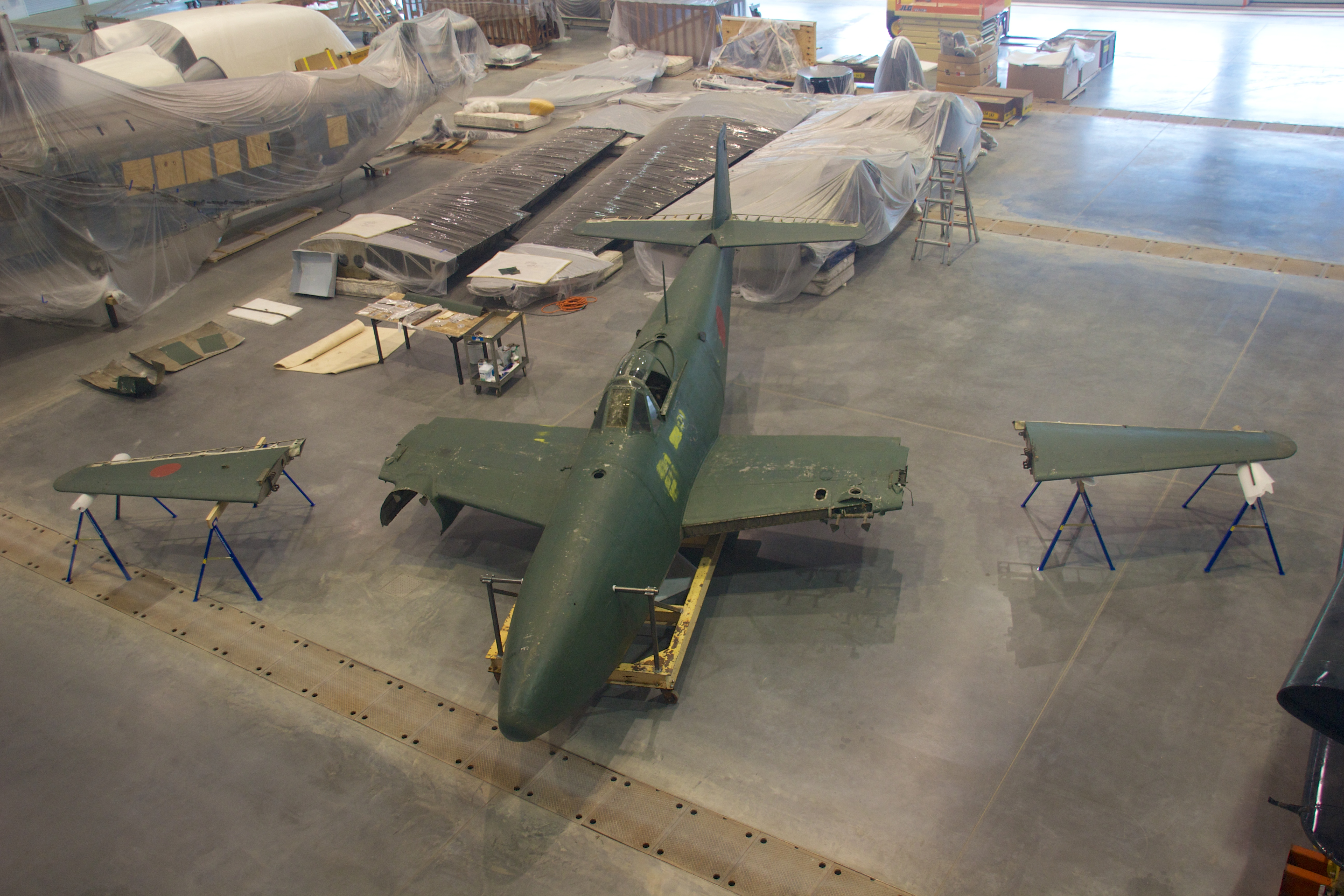
主翼が分離されていた復元途中の橘花

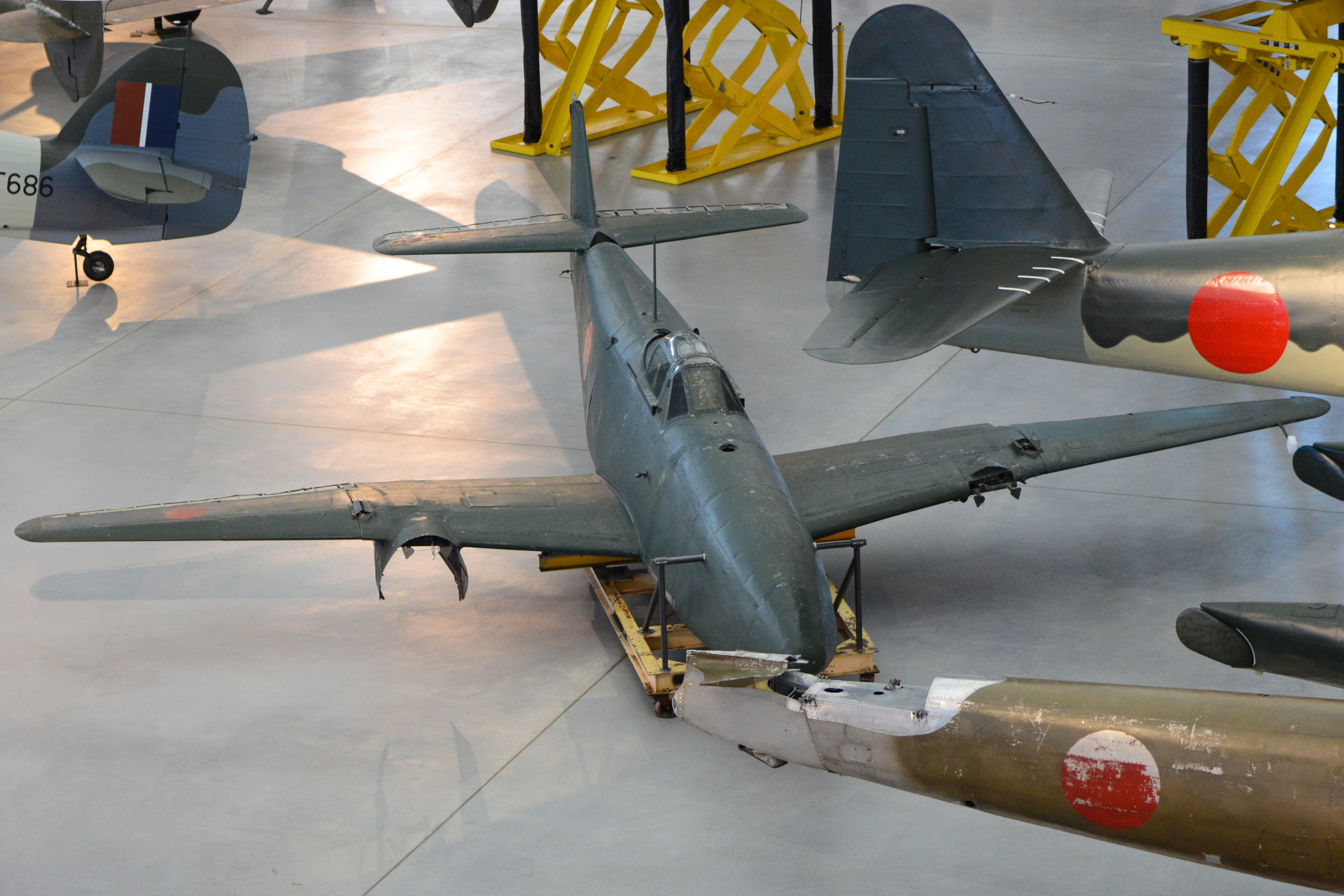
スティーブン F. ユードバー＝ハジー・センターで展示されている橘花

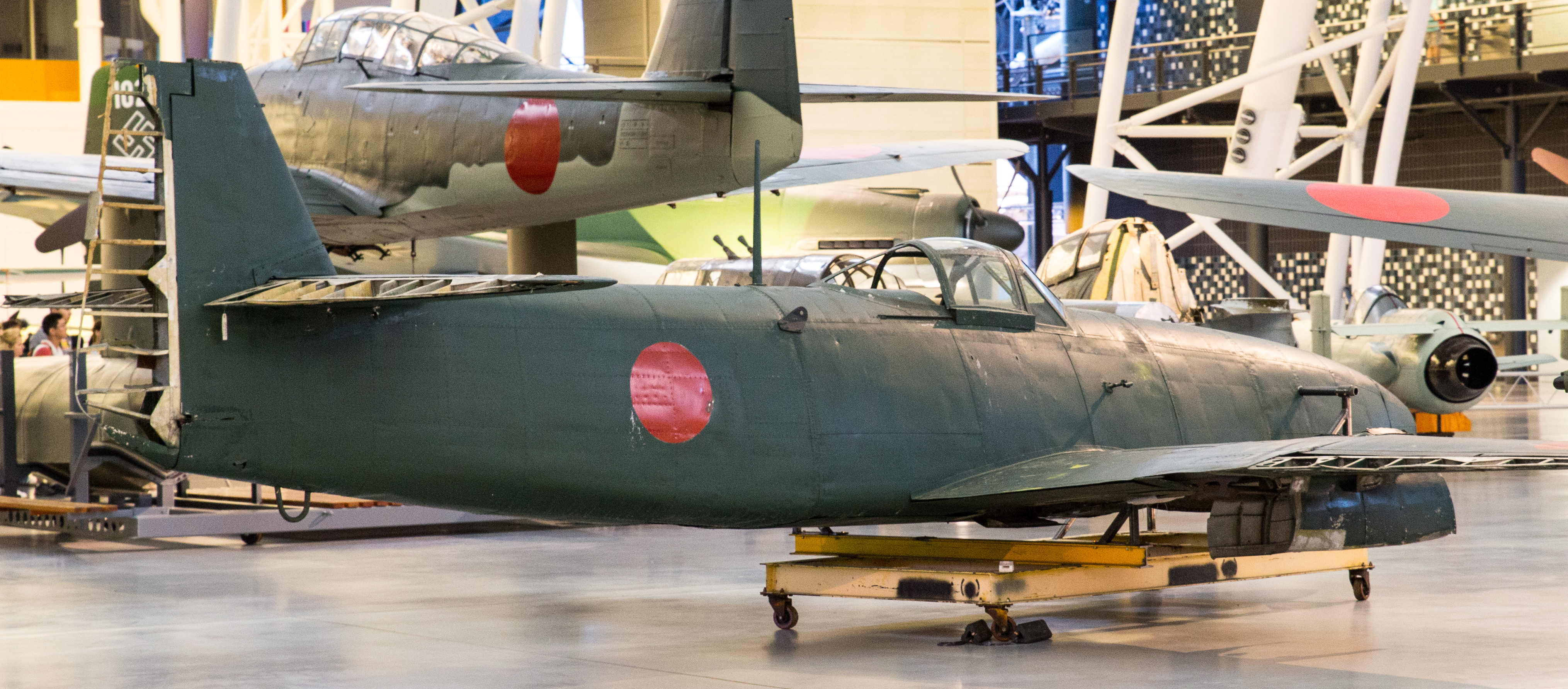
同上

スミソニアン航空宇宙博物館では復元された橘花が2016年から展示されているが、この橘花が敗戦時に残存していた試作機2機、及び組み立て中であった約23機のどれに由来するかは未だに判明していない。
アメリカ海軍の記録によると1949年2月18日にパタクセント・リバー海軍航空基地の博物館に展示され、1960年9月2日にバージニア州ノーフォーク海軍基地からメリーランド州シュートランドにあるポール・E・ガーバー保管施設（現: 国立航空宇宙博物館）へ移された。その後博物館のスタッフは1961年3月13日に橘花をコレクションに加え復元を行い今現在はバージニア州シャンティリーにあるスティーブン F. ユードバー ハジーセンターのボーイング航空ハンガーにて公開されている。同博物館では橘花の性能を“one-way suicide mission”をベースとして、ネ20のサイズ及び出力から以下のように推定している。
| 機体名   | 試製橘花 (Experimental Prototype Kikka)                                                  |
| -------- | ---------------------------------------------------------------------------------------- |
| 全長     | 26ft 8in (8.12m)                                                                         |
| 全幅     | 32ft 10in (10m)                                                                          |
| 全高     | 9ft 8in (2.95m)                                                                          |
| 空虚重量 | 5,071lbs (2,300kg)                                                                       |
| 総重量   | 8,995lbs (4,080kg)                                                                       |
| エンジン | Ne-20 axial-flow turbojets, 475kg (1,047lbs) thrust (推力：4.66kN) ×2                    |
| 最高速   | 432mph (696km/h)                                                                         |
| 航続距離 | 1,102lbs (500kg) 爆弾搭載時は127mile (205km)、551lbs (250kg) 爆弾搭載時は173mile (278km) |
| 着陸速度 | 92mph (148km/h)                                                                          |
| 離陸距離 | 離陸補助ロケット有りで1,150ft (350m)                                                     |

他にはポール・E・ガーバー保管施設に前胴、コックピット、後胴、両主翼と分解された状態で保管されている。前胴には赤ペンキで「2」と書かれていた。興味深いことに戦後に接収され、米国本土に持ち込まれた試作2号機も同様「2」と書かれていた。このことから分解されている橘花は試作2号機の可能性が高い。だが書かれている位置、形が異なり断定できていない。
ネ20エンジンは世界で3基現存しており、その内2基はアメリカにある。この2基は敗戦間際に中島小泉製作所で製造され、橘花試作2号機に搭載された。敗戦後はアメリカ軍に接収され、アメリカ本土のパタクセント・リバー海軍航空基地に輸送された。後にサンディエゴ海軍基地を経て、現在のポール・E・ガーバー保管施設で保管されている。1990年代は保管施設の薄暗い所にある棚最上段に2基、アルミ箔で包まれ、防錆油で茶色くなっていたものの良好な状態で保管されていた。2003年にスミソニアン航空宇宙博物館の別館が新設される計画が進められており、保管施設に眠っているエンジンもそれに備えて、正規の台車に載せ替える作業が1997年頃に始まった。保管施設内には素性が不明確なエンジンも幾つかあり、各エンジンの素性調査も行なっていた。そんな中、ネ20も数十年ぶりに棚から下ろされ調査が始まった。調査の結果、ネ20エンジンであると断定され、1基のフロントフレームには赤ペンキで「2」と書かれていた。興味深いことに敗戦後に小泉製作所にて橘花試作2号機を写した写真には、このエンジンと全く同じ位置、形で「2」と書かれていた。このことから保管施設にあったネ20は試作2号機に搭載されたエンジンであると判明した。他には燃焼器ケーシングには英語で「パタクセント・リバー海軍航空基地からサン・ディエゴ海軍航空基地へ」と書かれていた。調査後は洗浄され、1基は新たに新設される別館に展示されることとなり、現在はユンカース・ユモ004の隣に展示されている。「2」と書かれたエンジンは引き続き、ポール・E・ガーバー保管施設にて保管されている。
残る1基は日本国内に存在する。このエンジンは他の2基と同様に敗戦後に米海軍に接収され、米国本土に輸送された。1945年秋からクライスラー社では米海軍との契約でXT-36-D2ターボプロップエンジンの開発に着手したが、ガスタービンの試験技術の習得のため海軍から2基のネ20が支給された。1台目のエンジン本体はアナコスティアの航空情報センターから支給され、また圧縮機とタービンホールは、ミドルタウンの航空補給処からライトフィールド経由で支給された2台目のエンジンから部品取りされたものである。1台目の圧縮機とタービンホールおよび2基目のエンジンの残りの部品の行方は不明で、圧縮機は試験中に破損、クラックが多発したタービンホイールは破棄された可能性が高い。運転試験は実に11時間46分であった。報告書を書いた元クライスラー社技師は「ネ20は詳細設計から部品製作、制約的な開発、その間には極めて短時間における設計変更の適用を経て初飛行まで僅か7.5ヶ月という短期間で達成したことは、特筆に価する偉業であり、大いに誇るべきことである。」と述べている。クライスラー社の運転試験後は、ノースロップ工科大学に渡ったり、教材庫に保管された。1961年に舟津良行氏が同大学でジェットエンジンの整備の研修をしていた際に教材庫の片隅でネ20を発見し、エンジンドーリーや計器盤を製作して校庭でエンジン運転を試した。1973年10月に航空自衛隊入間基地にて国際航空宇宙ショーを契機に、このネ20を日本に返還、展示したいとのことで同氏が大学と交渉し、「永久無償貸与、返還要求なし」を条件で国際航空宇宙ショーでの里帰りと展示が実現した。ちなみに、この国際航空宇宙ショーではネ20と同様、四式戦闘機も返還を前提に展示飛行することが実現した。その後、ネ20は石川島播磨工業株式会社(現:IHI)にて分解整備が行われ、とても良好な状態で保管していた。日本でもこのネ20を運転する考えがあったが、分解検査中にタービンに亀裂があることが判明し、断念せざるを得なかった。現在はIHIそらの未来館の目玉として適切に展示されている。パーツの全てがオリジナルではなく、一部はクライスラー社での運転試験の際に取り付けられた米国製のパーツとなっている。

## 登場作品

### 映像作品
『【IHI】TVCM「大空と大地の中で」』
ネ20の開発に携わった石川島の後身であるIHIのTVCM。IHIが過去に製作した「日本初の技術」の一例として、橘花改の飛行がCGで描かれている。

### ゲーム
『Battlestation:Pacific』
隠し兵器として登場する。装備は30mm機関砲2門と250キロ爆弾。
『War Thunder』
プレイヤーの操縦機体として橘花が登場する。当初は名称が「Kitsuka（キツーカ）」や「Kisuka（キスカ）」など誤ったものになっていたが、2022年現在は「Kikka（橘花）」に修正されている。RB（リアリスティックバトル）などではブースターを使わないと離陸できない。
『艦隊これくしょん -艦これ-』
艦上運用可能な戦闘爆撃機「橘花改」として登場する。
『鋼鉄の咆哮シリーズ』
生産国「日本」を選んだ場合、艦載攻撃機として「橘花」と「橘花改」が使用可能になる。「橘花」は30mm航空機関砲と航空魚雷を装備、「橘花改」は全性能が上昇しており、20mm航空機関砲と空対艦ミサイルを装備している。
『ブレイジングエンジェル2 シークレット・ミッション・オブ・WWII』
プレイアブル機として使用可能。Me262と比較して性能は控えめになっている。